# Морозовы Дворы
Моро́зовы Дворы́ — деревня в Перемышльском районе Калужской области, в составе муниципального образования Сельское поселение «Деревня Большие Козлы».

## География
Расположена на обеих берегах реки Желовь в 32 километрах на северо-восток от районного центра — села Перемышль. Рядом деревня Крутые Верхи.

## Население
| 2002 | 2010 |
| ---- | ---- |
| 2    | →2   |

## История
Поселение возникло предположительно в середине XIX века — на землях некогда принадлежавших Успенскому собору (надел 9).
На военно-топографической карте Калужской губернии 1868 года обозначена как хутор Хропцов.
В «Списке населённых мест Калужской губернии», изданного в 1914 году, упоминается посёлок Морозовские Дворики Полянской волости Перемышльского уезда Калужской губернии в котором постоянно проживало 23 человека.
В годы Великой Отечественной войны деревня была оккупирована войсками Нацистской Германии с начала октября по конец декабря 1941 года. Освобождена в ходе Калужской наступательной операции частями 50-й армии генерал-лейтенанта И. В. Болдина.